# Ana (telenovela)
Ana (njem. Anna und die liebe) je njemačka telenovela televizijske kuće Sat.1. Riječ je o jedanaestoj telenoveli u Njemačkoj koja je s emitiranjem krenula 25. kolovoza 2008. godine na Sat.1 i austrijskom ORF 1. Glavne uloge tumače Jeanette Biedermann i Roy Peter Link.

## Radnja
Anna Polauke je mlada žena koja bi svojim talentom, ustrajnošću i dobrim idejama mogla daleko dogurati, no zbog svoje plašljive i sramežljive naravi ne uspije prozboriti ni riječ kad se nađe u društvu nepoznatih osoba. Životni joj je san raditi u marketinškoj agenciji "Broda & Broda", no zbog svog problema mora se zadovoljiti poslom pomoćnice u majčinom restoranu "Goldelse" (Zlatna Elizabeta). Svakodnevno trpi ponižavanje i podrugivanje očuha Armina i polusestre Katje. Kad Anna upozna Jonasa Brodu, mlađeg vlasnika agencije "Broda & Broda", shvaća kako mora predvladati svoj strah kako bi dobila posao, a ni činjenica da bi morala raditi za Jonasa joj nije mrska. No sve se mijenja kada pokvarena Katja ukrade Anninu ideju za reklamu novog parfema "Silence" i predstavi je kao svoju što rezultira njenim zaposlenjem u agenciji. 

## Uloge

### Trenutna glumačka ekipa
| Glumac               | Lik                          | Epizoda u seriji |
| -------------------- | ---------------------------- | ---------------- |
| Jeanette Biedermann  | Anna Polauke                 | 1-387; 564-      |
| Roy Peter Link       | Jonas Broda †                | 1-384; 553-      |
| Heike Jonca          | Susanne Polauke              | 1-               |
| Franziska Matthus    | Natascha Broda               | 1-               |
| Maja Maneiro         | Paloma Greco                 | 1-               |
| Sebastian König      | Jonas Broda                  | 1-               |
| Karin Kienzer        | Steffi Hauschke              | 1-294; 326-      |
| Jil Funke            | Lily Rüssmann                | 14-              |
| Wolfgang Wagner      | Ingo Polauke/Ulrich Hartmann | 41-116; 270-     |
| Bernhard Bozian      | Jonathan „Jojo“ Maschke      | 273-             |
| Lee Rychter          | David Darcy                  | 303-             |
| Fiona Erdmann        | Jessica Kramer               | 348-             |
| Peter Windhofer      | Steve Welder                 | 561-             |
| Sarah Mühlhause      | Carla Rhonstedt              | 564-             |
| Chris Gebert         | Virgin                       | 566-             |
| Klaus-Dieter Klebsch | Bruno Lanford                | 576-             |
| Wanda Worch          | Isabella Lanford             | 588-             |
| Lilli Hollunder      | Jasmin Al Sharif             | 597-             |

### Bivši članovi glumačke postave
| Glumac            | Lik                   | Epizoda u seriji        |
| ----------------- | --------------------- | ----------------------- |
| Mathieu Carrière  | Robert Broda †        | 1–154                   |
| Mike Adler        | Jannick Juncker       | 1–180                   |
| Lars Löllmann     | Gerrit Broda †        | 1–271; 287–290; 306–319 |
| Rainer Will       | Armin Müller          | 1–336; 360–361          |
| Karolina Lodyga   | Katja Polauke         | 1–361                   |
| Barbara Lanz      | Maja Roth             | 1–260; 293–474          |
| Alexander Klaws   | Lars Hauschke         | 2–427                   |
| Tanja Wenzel      | Annett Darcy          | 100–124; 258–563        |
| Peter Günther     | Georg Sander          | 182–275                 |
| Paul T. Grasshoff | Alexander Zeiss       | 192-565                 |
| Robert Jarczyk    | Richard Darcy †       | 261–278; 315–512        |
| Josephine Schmidt | Mia Maschke           | 293-565                 |
| Joana Schümer     | Brigitte Galifianakis | 397–495                 |
| Bo Hansen         | Julian Freund         | 413–564                 |

## Vanjske poveznice
- Službena stranica serije  Arhivirana inačica izvorne stranice od 6. siječnja 2012. (Wayback Machine)